# Psychopsis elegans
Psychopsis elegans là một loài côn trùng trong họ Psychopsidae thuộc bộ Neuroptera. Loài này được Guérin-Méneville miêu tả năm 1844.